# Omar Lakehal
Omar Lakehal, född 5 juni 1999, är en marockansk taekwondoutövare. 

## Karriär
I november 2016 tog Lakehal silver i 59 kg-klassen vid junior-VM i Burnaby efter en finalförlust mot turkiske Hakan Reçber. I maj 2017 tog han silver i 58 kg-klassen vid Islamic Solidarity Games i Baku efter en finalförlust mot uzbekiske Niyaz Pulatov. Följande månad tävlade Lakehal i 58 kg-klassen vid VM i Muju, där han blev utslagen i åttondelsfinalen av iranske Farzan Ashourzadeh.
I mars 2018 tog Lakehal brons i 58 kg-klassen vid afrikanska mästerskapen i Agadir. I maj 2019 tävlade Lakehal i 58 kg-klassen vid VM i Manchester, där han blev utslagen i åttondelsfinalen av sydkoreanske Jang Jun. I augusti 2019 tog Lakehal guld i 58 kg-klassen vid afrikanska spelen i Rabat efter att ha besegrat ivorianske Issa Diakité i finalen.
I juni 2021 tog Lakehal silver i 58 kg-klassen vid afrikanska mästerskapen i Dakar efter en finalförlust mot tunisiske Mohamed Khalil Jendoubi. I juli 2022 tog han även silver i 58 kg-klassen vid medelhavsspelen i Oran efter en finalförlust mot spanske Adrián Vicente. Samma månad tog Lakehal silver i 58 kg-klassen vid afrikanska mästerskapen i Kigali efter ännu en finalförlust mot Mohamed Khalil Jendoubi. I november 2022 tävlade Lakehal i 58 kg-klassen vid VM i Guadalajara, där han blev utslagen i åttondelsfinalen av iranske Hossein Lotfi.